# Иван Илиев (борец)
Вижте пояснителната страница за други личности с името Иван Илиев.
Иван Илиев е български състезател по свободна борба в категория до 82 кг.

## Биография
Иван Илиев е роден на 28 декември 1946 година в русенското село Батин.
Илиев става световен шампион от Мар дел Плата през 1969 година. Сребърен медалист от европейските първенства през 1970 и 1972 година. Завоюва бронзов медал от европейското първенство през 1969 година.

## Награди
През 1972 година става носител на златния пояс на „Дан Колов“.